# 紅豬嘴鯛
紅豬嘴鯛為輻鰭魚綱鱸形目鱸亞目鯛科的其中一種，分布於西印度洋的南非海域，棲息深度可達120公尺，體長可達36公分，棲息在珊瑚礁海域，屬肉食性，可做為食用魚。